# Cristiano Robert do Amaral
Cristiano Robert do Amaral (* 31. August 2001 in Sorocaba) ist ein brasilianischer Fußballspieler.

## Karriere
Cristiano begann seine Karriere beim EC São Bento. Im August 2020 wechselte er leihweise zum Erstligisten Coritiba FC. Dort gab er im Februar 2021 sein Debüt in der Série A, in der er bis zum Ende der Série A 2020 zu zwei Einsätzen im Oberhaus kam. Zum Start in die Saison 2021 wurde er anschließend an Sport Recife weiterverliehen. Für Recife machte er neun Spiele in der Série A, aus der das Team aber zu Saisonende abstieg. In der Série B kam er in der Saison 2022 dann nicht mehr zum Einsatz.
Im Januar 2023 wurde er ein drittes Mal verliehen, diesmal an den CA Patrocinense. Für den Verein spielte er neunmal in der Staatsmeisterschaft von Minas Gerais. Im Mai 2023 folgte die vierte Leihe, diesmal zur AS Arapiraquense. Für Arapiraquense kam er bis zum Ende der Saison 2023 zu 14 Einsätzen in der Série D, in denen er einmal traf. Zu Jahresbeginn 2024 kehrte er dann nach vier Jahren zu São Bento zurück. Dort absolvierte er 15 Spiele in der zweiten Liga der Staatsmeisterschaft von São Paulo, in denen er viermal traf.
Im Sommer 2024 wurde Cristiano an den österreichischen Bundesligisten FK Austria Wien verliehen. Für die Austria kam er während der Leihe zu sechs Einsätzen in der Bundesliga, ehe der Leihvertrag schon im Dezember 2024 wieder aufgelöst wurde.